# Paraleptomysis dimorpha
Paraleptomysis dimorpha är en kräftdjursart som beskrevs av H. Wittmann 1986. Paraleptomysis dimorpha ingår i släktet Paraleptomysis och familjen Mysidae. Inga underarter finns listade i Catalogue of Life.